# Mannerheimova linie

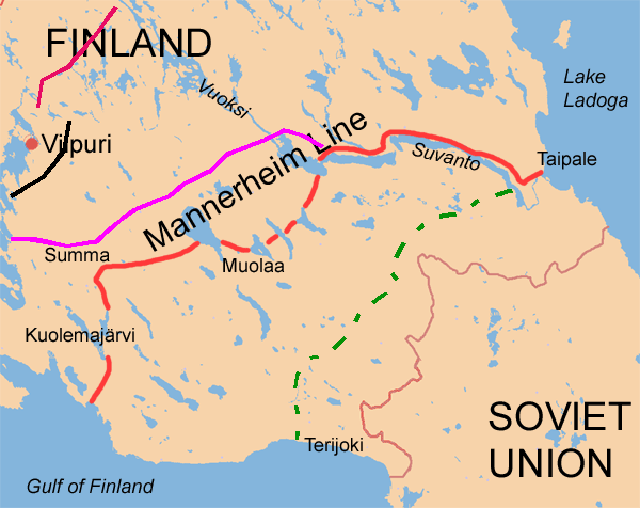
Mannerheimova linie

Mannerheimova linie je název pro systém opevnění, který ve 20. a 30. letech vybudovalo Finsko napříč Karelskou šíjí, aby přehradilo nejsnadnější přístupovou cestu v případě útoku SSSR. Jméno dostala po maršálu Mannerheimovi, který nejprve tuto stavbu navrhl a později jako předseda Rady obrany řídil její budování. Navzdory pověstem a propagandistickým tvrzením Rudé armády se jednalo převážně o lehké opevnění, rozeseté příliš řídce, než aby je bylo možno považovat za skutečně silně opevněnou linii. Těžká opevnění se v ní prakticky nevyskytovala, neboť podmáčený terén neumožňoval jejich stavbu. Nicméně právě terén, v mnoha jejích částech nepřehledný a špatně průchodný, jí dodával větší obrannou hodnotu.
Mannerheimova linie byla považovaná za více méně nedobytnou.

## Popis

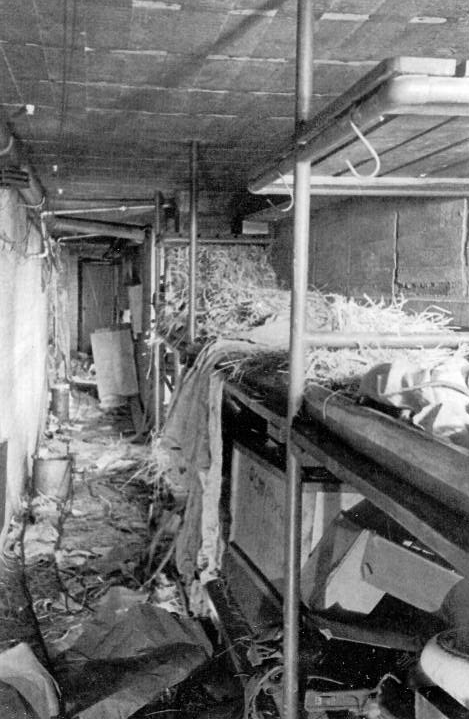
Vojenské postele ve zničeném bunkru na linii, jde pravděpodobně o bunkr 10 Sk, postavený v roce 1937

Linie sestávala z izolovaných předsunutých a zdržovacích stanovišť (obvykle se jednalo jen o zpevněné polní opevnění a dřevěné sruby), hlavní linie a rezervní linie. Bunkry i pevnůstky byly velmi dobře maskovány a vestavěny do terénu, někdy ale bylo možné odhadnout polohu podle standardního schématu doplňkových opevnění (např. protipěchotní zátarasy). Pevnosti postrádaly speciální typy pevnostních zbraní (důsledek škrtů v rozpočtu armády), což snižovalo jejich efektivitu.

### Hlavní linie
Hlavní linie o délce 135 km sahala od Finského zálivu (kde se napojovala na systém pobřežní obrany tvořený minovými poli a pobřežními dělostřeleckými bateriemi) přes jezero Kuolema, ves Summa, jezero Muolaa k řece Vuoksi a jezeru Suvanto a dále na sever k řece Taipale a Ladožskému jezeru, kde její levé křídlo chránily tři pobřežní baterie u vsi Taipale. Síla linie se měnila v závislosti na typu terénu a významu daného úseku opevnění. Za nejcitlivější byla považována oblast tzv. Viipurské brány mezi jezerem Kuolema a řekou Vuoksi, kde rozlehlá brambořiště a hustá síť komunikací vytvářela nejlepší předpoklady pro vedení moderní útočné války. Zde byly zbudovány nejtěžší pevnosti i velká část bunkrů. Betonové pevnůstky byly doplněny protipěchotními a protitankovými zátarasy, dřevěnými sruby a zpevněným polním opevněním.
Naproti tomu její nejsevernější část, umístěná převážně v hlubokých lesích a bažinách okolo řeky Taipale, byla tvořena pouze dřevěnými sruby a nehlubokými zákopy. Spoléhalo se na přirozenou sílu obrany spočívající v terénu a špatné přístupnosti oblasti.

### Rezervní linie
Rezervní linie se nacházela za důležitější středojižní částí Mannerheimovy linie. Odpojovala se v oblasti Vuosalmi a Vuoksi, pokračovala k městu Viipuri (Vyborg) a navazovala na pobřežní obranu Viipurského zálivu. Byla však podstatně slabší; nekryla na rozdíl od hlavní linie klíčové pobřežní baterie na východním břehu Viipurského zálivu, bez jejichž podpory byla obrana západního břehu zálivu příliš slabá, což Rudá armáda prokázala v březnu 1940.

## Boje v Zimní válce

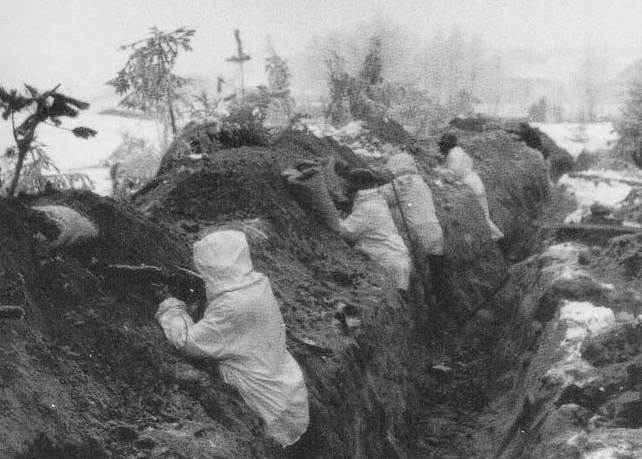
Pěchota v zákopu na Mannerheimově linii

Když 30. listopadu 1939 Rudá armáda zaútočila na Finsko, nebyla Mannerheimova linie ještě dokončena. Nicméně i nedokončená dokázala ve spojení se statečným a urputným odporem finské armády zastavit na dva a půl měsíce postup početně silnějšího a lépe vyzbrojeného nepřítele. V krvavých bitvách v oblastech Taipale, Vuoksi, Summy a jezera Muolaa ztratila Rudá armáda minimálně 150 000 mužů. Hlavní linie padla ve své středojižní části 14. února 1940, když maršál Mannerheim uznal, že uzavření klíčových průlomů v oblasti Summa a Muolaa již není možné, a nařídil ústup na rezervní linii. Ta až do konce války nepadla (došlo jen k menším průlomům, které sice Finové nedokázali uzavřít, nicméně Rudá armáda je nedokázala rozšířit a využít). Namísto toho ale rezervní linii obešla útokem přes zamrzlý Viipurský záliv. Finské síly sice dokázaly její útok ztlumit, nicméně ke konci války již bylo zjevné, že budou-li boje pokračovat, bude nezbytné rezervní linii vyklidit.

## Legendy
Rudá armáda ve snaze zmírnit ostudu, kterou jí Zimní válka přinesla, vykreslila Mannerheimovu linii jako „nejsilnější pevnost Evropy“. Její konečné prolomení měl být obrovský triumf, jakého měla být schopna jen ta „největší a nejsilnější armáda Evropy“. Ve zprávách ruské propagandy se mluvilo o 1000 betonových pevností (ve skutečnosti 160 betonových objektů, z toho 90 v hlavní linii a 15 v opevnění města Viipuri), z nichž desítky měly 5-8 podlaží (největší pevnosti měly podlaží dvě). Toto jsou ovšem verze pouze pro veřejnost, která se navíc mimo území SSSR příliš neujala.
V tajných materiálech (zejména pak v souhrnné zprávě o Zimní válce, kterou pro Stalina a nejvyšší velení vypracoval maršál dělostřelectva Nikolaj Voronov), se síla Linie hodnotí mnohem střízlivěji, stejně jako příčiny neúspěchů Rudé armády.